# Unione Sportiva Grosseto 1982-1983
Questa pagina raccoglie le informazioni riguardanti l'Unione Sportiva Grosseto nelle competizioni ufficiali della stagione 1982-1983.

## Rosa
| N. |                   | Ruolo | Calciatore           |
| -- | ----------------- | ----- | -------------------- |
|    | Italia (bandiera) |       | Angi                 |
|    | Italia (bandiera) | P     | Mauro Bianchi        |
|    | Italia (bandiera) | A     | Emiliano Boi         |
|    | Italia (bandiera) | C     | Marco Borella        |
|    | Italia (bandiera) | A     | Fortunato Castriconi |
|    | Italia (bandiera) | A     | Raoul Di Croce       |
|    | Italia (bandiera) | C     | Arrigo Dolso         |
|    | Italia (bandiera) | D     | Mario Feroleto       |
|    | Italia (bandiera) | C     | Fabio Fiaschi        |
|    | Italia (bandiera) | D     | Marcello Galerotti   |
|    | Italia (bandiera) | A     | Marco Galli          |

| N. |                   | Ruolo | Calciatore          |
| -- | ----------------- | ----- | ------------------- |
|    | Italia (bandiera) |       | Giulianini          |
|    | Italia (bandiera) | A     | Alessandro Grotti   |
|    | Italia (bandiera) | A     | Giovanni Landi      |
|    | Italia (bandiera) | D     | Damiano Leonardelli |
|    | Italia (bandiera) | A     | Leonardo Morucci    |
|    | Italia (bandiera) | C     | Dario Rasi          |
|    | Italia (bandiera) | A     | Alessandro Renaioli |
|    | Italia (bandiera) | C     | Giacomo Russo       |
|    | Italia (bandiera) | D     | Rossano Sani        |
|    | Italia (bandiera) | D     | Massimo Sferrazza   |
|    | Italia (bandiera) | D     | Danilo Tosoni       |

## Risultati

### Campionato

#### Girone di andata
| 19 settembre 1982 1ª giornata | Spezia | 1 – 1 | Grosseto |  |

| 26 settembre 1982 2ª giornata | Grosseto | 1 – 1 | Sant'Elena |  |

| 3 ottobre 1982 3ª giornata | Carbonia | 2 – 0 | Grosseto |  |

| 10 ottobre 1982 4ª giornata | Grosseto | 1 – 1 | Imperia |  |

| 17 ottobre 1982 5ª giornata | Grosseto | 4 – 0 | Pontedera |  |

| 24 ottobre 1982 6ª giornata | Lucchese | 2 – 0 | Grosseto |  |

| 31 ottobre 1982 7ª giornata | Grosseto | 2 – 1 | Cerretese |  |

| 7 novembre 1982 8ª giornata | Torres | 5 – 1 | Grosseto |  |

| 14 novembre 1982 9ª giornata | Grosseto | 1 – 0 | Savona |  |

| 21 novembre 1982 10ª giornata | Derthona | 0 – 2 | Grosseto |  |

| 28 novembre 1982 11ª giornata | Prato | 4 – 3 | Grosseto |  |

| 5 dicembre 1982 12ª giornata | Grosseto | 0 – 0 | Alessandria |  |

| 12 dicembre 1982 13ª giornata | Civitavecchia | 1 – 0 | Grosseto |  |

| 19 dicembre 1982 14ª giornata | Grosseto | 2 – 0 | Asti TSC |  |

| 9 gennaio 1983 15ª giornata | Montecatini | 1 – 0 | Grosseto |  |

| 16 gennaio 1983 16ª giornata | Grosseto | 2 – 2 | Foligno |  |

| 23 gennaio 1983 17ª giornata | Casale | 1 – 1 | Grosseto |  |

#### Girone di ritorno
| 30 gennaio 1983 18ª giornata | Grosseto | 1 – 0 | Spezia |  |

| 6 febbraio 1983 19ª giornata | Sant'Elena | 1 – 1 | Grosseto |  |

| 13 febbraio 1983 20ª giornata | Grosseto | 0 – 0 | Carbonia |  |

| 20 febbraio 1983 21ª giornata | Imperia | 2 – 1 | Grosseto |  |

| 27 febbraio 1983 22ª giornata | Pontedera | 1 – 1 | Grosseto |  |

| 6 marzo 1983 23ª giornata | Grosseto | 2 – 1 | Lucchese |  |

| 13 marzo 1983 24ª giornata | Cerretese | 7 – 1 | Grosseto |  |

| 20 marzo 1983 25ª giornata | Grosseto | 0 – 1 | Torres |  |

| 2 aprile 1983 26ª giornata | Savona | 1 – 1 | Grosseto |  |

| 10 aprile 1983 27ª giornata | Grosseto | 1 – 2 | Derthona |  |

| 17 aprile 1983 28ª giornata | Grosseto | 1 – 2 | Prato |  |

| 1º maggio 1983 29ª giornata | Alessandria | 1 – 1 | Grosseto |  |

| 8 maggio 1983 30ª giornata | Grosseto | 0 – 1 | Civitavecchia |  |

| 15 maggio 1983 31ª giornata | Asti TSC | 2 – 0 | Grosseto |  |

| 22 maggio 1983 32ª giornata | Grosseto | 1 – 0 | Montecatini |  |

| 29 maggio 1983 33ª giornata | Foligno | 1 – 0 | Grosseto |  |

| 5 giugno 1983 34ª giornata | Grosseto | 0 – 1 | Casale |  |